# بودوا
شهر بودوا (به روسی: Будва) در کشور مونته‌نگرو واقع شده‌است. جمعیت این شهر ۱۲٫۷۰۲ نفر  است. در تاریخ سده ۵ (پیش از میلاد) به عنوان شهر شناخته شد.